# Indonesisk bjergvæsel
Indonesisk bjergvæsel (Mustela lutreolina) er et dyr i mårfamilien under rovdyrene. Dyret er kun fundet på Java og Sumatra, hvor det lever i højder på 1000-2000 m.